# Aeroportul Balcanoona
Aeroportul Balcanoona (IATA: LCN, ICAO: YBLC) este un aeroport din Australia de Sud, Australia.
Situat la o altitudine de 145 m, aeroportul dispune de o singură pistă.